# Saint-Judoce
 Saint-Judoce  (en bretón Sant-Yuzeg) es una población y comuna francesa, situada en la región de Bretaña, departamento de Côtes-d'Armor, en el distrito de Dinan y cantón de Évran.

## Demografía
| 487 | 495 | 430 | 420 | 422 | 443 |
| Para los censos de 1962 a 1999 la población legal corresponde a la población sin duplicidades (Fuente: INSEE [Consultar]) |     |     |     |     |     |